# Gąska ziemistoblaszkowa

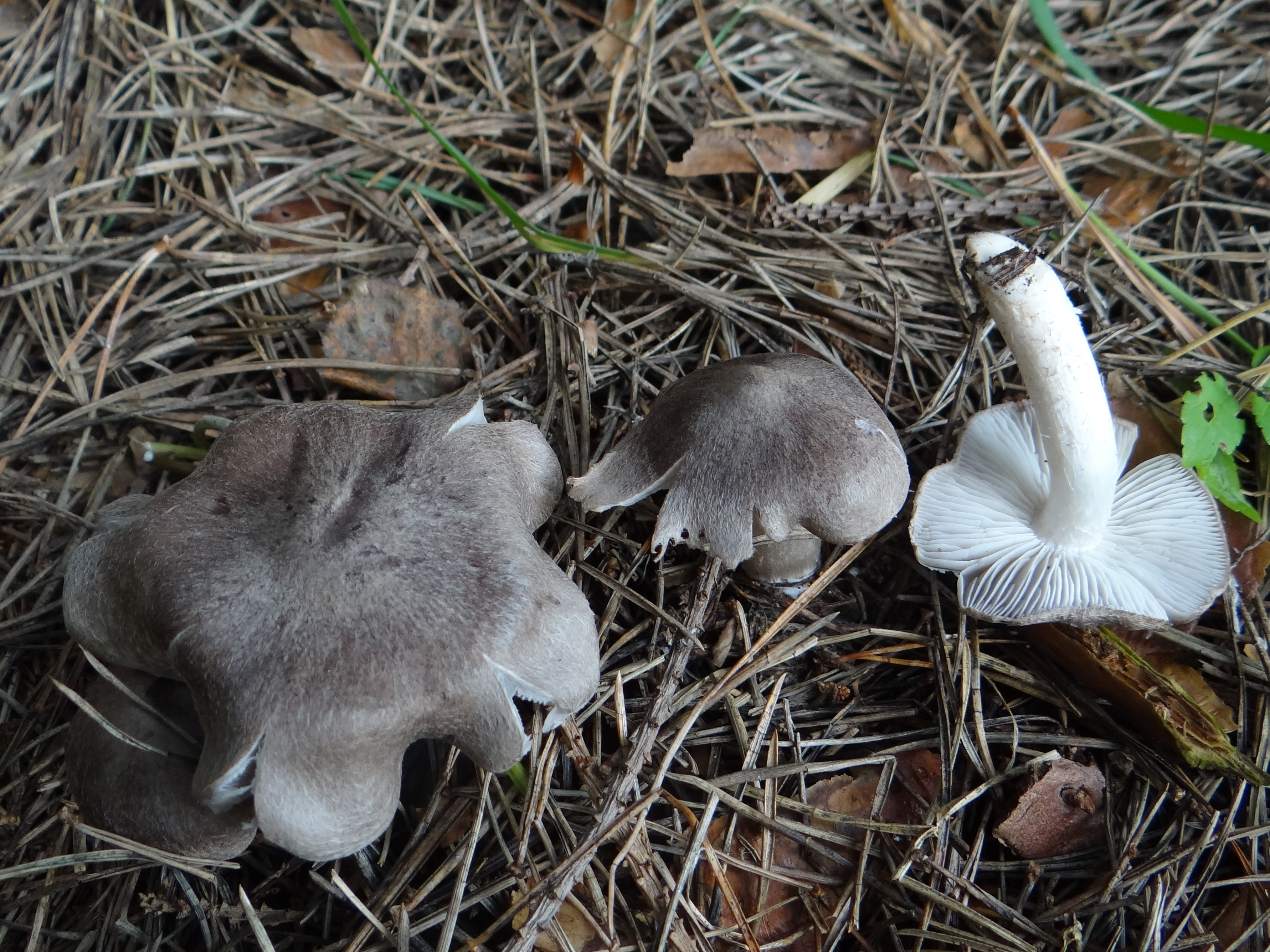

Gąska ziemistoblaszkowa (Tricholoma terreum (Schaeff.) P. Kumm.) – gatunek grzybów należący do rodziny gąskowatych (Tricholomataceae).

## Systematyka i nazewnictwo
Pozycja w klasyfikacji: Tricholomataceae, Agaricales, Agaricomycetidae, Agaricomycetes, Agaricomycotina, Basidiomycota, Fungi (według Index Fungorum).
Po raz pierwszy takson ten zdiagnozował w 1762 r. Schäffer nadając mu nazwę Tricholoma terreum. Obecną, uznaną przez Index Fungorum nazwę nadał mu w 1871 r. P. Kumm., przenosząc go do rodzaju Tricholoma. Niektóre synonimy nazwy naukowej:

- Agaricus myomyces Pers. 1794
- Agaricus pullus Batsch 1783
- Agaricus terreus Schaeff. 1762
- Agaricus terreus Schaeff. 1762, var. terreus
- Gymnopus myomyces (Pers.) Gray 1821
- Tricholoma bisporigerum J.E. Lange 1933
- Tricholoma myomyces (Pers.) J.E. Lange 1933

Nazwę polską nadał Władysław Wojewoda w 1999 r. W polskim piśmiennictwie mykologicznym gatunek ten ma też nazwę gąska ziemista. 

## Morfologia
Kapelusz
Średnicy 3–8 cm, za młodu stożkowaty, później rozpostarty, przeważnie z garbkiem. U starszych okazów jest popękany. Kolor bladoszary lub ciemnoszary, często z jaśniejszym brzegiem, z cienkim miąższem. Skórka sucha, filcowato-włókienkowata, z łuskowatą powierzchnią.
Blaszki
Kruche, karbowane, szeroko rozstawione, cienkie, wycięte z ząbkiem. Początkowo białe, później popielatosiwe.
Trzon
Wysokość 4–8 cm, grubość do 1,6 cm, cylindryczny, pełny, czasami słabo zakrzywiony. Biały, szarobiaławy, nagi lub z delikatnymi, pajęczynowatymi szczątkami osłony.
Miąższ
Biały albo szarawy, niezmieniający barwy. Zapach i smak niemączne, łagodne.
Wysyp zarodników
Biały. Zarodniki, jajowate, gładkie, bezbarwne, o średnicy 5-8 × 4-5 µm.

## Występowanie i siedlisko
Jest szeroko rozprzestrzeniona. Występuje w Ameryce Północnej, Europie, Azji, Afryce i Australii. W Polsce jest pospolita.
Owocniki pojawiają się od września do listopada, w lasach iglastych i mieszanych, na ziemi, wśród opadłego igliwia i liści, szczególnie pod sosnami, na glebach piaszczystych i wapiennych. Późną jesienią czasami występuje nawet masowo.  Podczas łagodnej zimy grzyba tego można znaleźć również w grudniu.

## Znaczenie
Grzyb mikoryzowy. Grzyb jadalny, ale mało smaczny. 

## Gatunki podobne
Jest kilka gatunków gąsek o podobnym, siwoczarnym ubarwieniu:
- gąska pieprzna (Tricholoma virgatum). Ma kapelusz ostrostożkowaty, bez włókienek i jest pikantna w smaku[4],
- gąska czarnołuskowa (Tricholoma atrosquamosum) ma na kapeluszu czarniawe łuski[4],
- gąska niekształtna (Tricholoma portentosum) ma kapelusz bez łuseczek, żółtawy trzon i łagodny, orzechowy smak[4],
- gąska ostra (Tricholoma sciodes) ma kapelusz jedwabiście błyszczący, w smaku jest ostra[4].